# Gitta Lind
Gitta Lind geboren als Rita Gracher (Trier, 17 april 1925 - Tutzing, 9 november 1974) was een Duitse schlagerzangeres.

## Jeugd en opleiding
Rita Gracher studeerde eerst ballet aan het stadstheater in Trier. Als 17-jarige besloot ze om zangeres te worden en liet ze haar stem vormen naar coloratuursopraan bij Maria Ivogün. In februari 1944 kreeg ze haar eerste verbintenis als zangeres bij de rijkszender Luxemburg. Ze wijzigde haar naam naar Gitta Lind, naar haar beide idolen, de Hongaarse zangeres en actrice Gitta Alpár en Jenny Lind, een Zweedse zangeres.

## Carrière
Na het einde van de Tweede Wereldoorlog werd ze radiozangeres bij de nieuw opgerichte zender NWDR in Hamburg. Op verzoek van Erwin Lehn van de SDR vertrok ze naar Stuttgart om daar met hem radioproducties uit te voeren. In 1948 kreeg ze hier haar eerste platencontract bij Telefunken. Haar eerste hit werd Blumen für die Damen, gecomponeerd door de toen nog onbekende Heinz Gietz en geschreven door Joachim Fuchsberger.
Lind speelde ook mee in meerdere muziekfilms, waaronder Skandal im Mädchenpensionat (1952/53) onder regie van Erich Kobler en Schlagerparade. Vervolgens werkte ze mee bij enkele operetteregistraties bij de WDR onder Franz Marszalek in Im weißen Rössl, Viktoria und ihr Husar, Der süße Kavalier, Schwarzwaldmädel, Maske in Blau, Meine Schwester und ich en in Hochzeitsnacht im Paradies met Johannes Heesters.
Naast haar plaatopnamen ondernam ze tournees met de toenmalige sterren Vico Torriani en René Carol en trad ze op in de show van Peter Frankenfeld. Haar grootste succes was met het nummer Weißer Holunder verbonden. Dit lied bezorgde haar een gouden plaat. Het lied werd ook opgenomen door andere artiesten en telt tegenwoordig tot de evergreens van de Duitse schlager. Ze nam ook duetten op met Vico Torriani en Hans Clarin. In het bijzonder succesvol was het duet met Christa Williams met het lied My Happiness (Immer will ich treu dir sein). De poging om internationaal te scoren onder de artiestennaam Issy Pat met nummers als Adi-Adios Amigo, Oh Jack en Wer küßt mich, mislukte.
Lind nam in 1958, 1960 en 1964 deel aan de voorronden van het Eurovisiesongfestival met de respectievelijke nummers Etwas leise Musik, Auf der Straße der Träume en Ein Chanson in der Nacht.
Met een startkapitaal van omgerekend € 50.000 stichtte Gitta Lund samen met Fred Bertelmann de eerste showschool in München. Later werd ze directrice van de school, waar showgrootheden als Joachim Fuchsberger en Hans-Joachim Kulenkampff les gaven en waar jonge talenten werden voorbereid op hun carrière.
In de door het ZDF uitgezonden muziekshow Der Wind hat mir ein Lied erzählt (1973) met Peter Frankenfeld trad Lind voor de laatste keer op op de televisie.

## Privéleven en overlijden
Na het overlijden van haar echtgenoot ging ze in 1951 naar München voor een verbintenis bij het radio-orkest van de BR, waar ze de radiospreker Joachim Fuchsberger leerde kennen, met wie ze nog in hetzelfde jaar in het huwelijksbootje stapte. Dit huwelijk werd in 1954 na 2½ jaar weer ontbonden. In totaal was de artieste vier keer getrouwd, als laatste met de Amerikaanse pedagoog Stanley Brown, vader van de Amerikaanse actrice Carolin Brown.
Gitta Lind overleed in november 1974 op 49-jarige leeftijd aan de gevolgen van kanker en werd bijgezet op het kerkhof van haar geboortestad Trier in het graf van haar ouders.

## Discografie

### Singles (A- en B-kanten)
Polydor (Schellak)
- 1948: Ich geh' so gern mit dir spazieren / Chico, mein kleiner Chico 48139

Telefunken (Schellak)
- 1950: Im Café de la Paix in Paris / Ich schenk dir ein Amulettchen A-10934
- 1952: C'est si bon / Wie hoch ist der Himmel A-11001
- 1952: Mein kleines Herz / Sie sind kein Kavalier A-11052
- 1953: C'est si bon / Meine augen sagen ja A-11113
- 1953: Spiel mir eine alte Melodie / Das ist nichts für kleine Mädchen A-11158
- 1953: Denn ich bin verliebt / Wer war denn die Dame A-11162
- 1953: Eisbär-Song / Wunderbar A-11175
- 1953: Ein Traum / Tausend und eine Nacht A-11288
- 1954: Herr Kaiser, Herr Kaiser / Hab' ein Herz frei und froh A-11384
- 1954: Ein ganzes Leben lang / Ich möcht' mich verlieben A-11391
- 1954: Blumen für die Dame / Tenderly A-11467
- 1954: Am ende der welt / Diesmal muß es liebe sien A-11469
- 1954: Rosen erblühten, als wir uns fanden / Sei lieb zu mir A-11491
- 1955: Da drob'n auf der alm / xxx A-11541
- 1955: Heut ist ein Feiertag für Mich / Au Meimen ersten ball A-11546
- 1955: Bella Bimba / xxx A-11549
- 1955: Feuert los! / Fliegermarsch A-11580
- 1955: Ich will deine Kameradin sein / Peterle A-11643
- 1956: Adi-Adios-Amigo / Ohne dich kann ich nicht sein (als Issy Pat) A-11715
- 1956: Ich möchte küssen / Warum gingst du fort (als Issy Pat) A-11725
- 1956: Pst! Es soll ein Geheimnis sein / Oh, Jack (als Issy Pat) A-11766
- 1956: Jasmin aus Santa Monica / Jonny, Jonny, Jonny (als Issy Pat) A-11782
- 1956: Wenn du mich verläßt / Jasmin aus Santa Monica (als Issy Pat) A-11801
- 1956: Weißer Holunder / Wenn wir uns wiederseh'n A-11835
- 1957: Ich sage dir Adieu / Die Fontänen von Rom A-11901
- 1957: Unsere kleine Welt / Wann kommst du wieder A-11905
- 1957: Cindy, oh Cindy / Valentino A-11923
- 1957: Du bist meine Heimat / Fahre mit mir in die Ferne A-11939

Telefunken (Vinyl)
- 1956: Wer küßt mich / Du (als Issy Pat)
- 1957: Am silberblauen See / Leb' wohl komm bald zurück
- 1957: Liebst du mich / Wilde Rosen
- 1958: Ich habe kein Glück / Weiße Möwe
- 1958: Cuba-Cubaneros / Schön war'n die Tage der Rosen (& Addy Andrigo)
- 1958: Suiya Baya / Frühling In Mallorca
- 1958: In Milano / Mein Caballero muß Don Pedro sein
- 1959: My Happiness / Ohne dich (& Christa Williams)
- 1959: Von der Liebe träumt der Mond /So schön müßt' es immer sein (& Silvio Francesco)
- 1959: Eine Kette weißer Blüten / Gib mir dein Herz
- 1959: Komm' wir machen eine kleine Reise / Nachts in allen Straßen (& Christa Williams)
- 1960: Kein Auto / My Sunny Boy (& Peter Frankenfeld)
- 1960: Bleib mir treu / Ich glaub' an dich
- 1960: Das wird schön / Ein ganzes Jahr (& Christa Williams)
- 1960: Komm zu mir für immer / Ein ganzes Leben lang
- 1960: Lied der Einsamkeit / Was wär das Leben ohne dich
- 1961: Das Lied der Einsamkeit
- 1961: Vaya Con Dios / Ein Kleines Haus (& Christa Williams)
- 1961: Casanova aus Casablanca / Ich brauch' dich
- 1961: Unter der Laterne / Am Strand der Sehnsucht
- 1961: Nur ein einsames Licht brennt im Hafen / Fern von der Heimat
- 1962: Highland-Pipers-Doodle-Band / Jimmy Martinez
- 1962: Kookie (& Hans Clarin) / Es war Frühling
- 1963: Der Stern Der Liebe / Mister Capitano
- 1963: Rosen und Flieder / Die silberne Spieluhr
- 1964: Ein Chanson in der Nacht / Jedes Herz braucht Liebe

### CD's
- 1995: Weißer Hollunder
- 1995: Jimmy Martinez

## Filmografie
- 1953: Skandal im Mädchenpensionat
- 1953: Die drei falschen Tanten
- 1953: Südliche Nächte
- 1953: Schlagerparade
- 1954: Das ideale Brautpaar
- 1954: Hochstaplerin der Liebe
- 1955: 08/15 – Im Krieg
- 1955: Musik im Blut
- 1956: Saison in Oberbayern
- 1957: Liebe, wie die Frau sie wünscht
- 1958: Meine Frau macht Musik (Gitta Lind zingt voor de hoofdrolspeelster Lore Frisch)
- 1960: Schlagerraketen – Festival der Herzen

- Biblioteca Nacional de España: XX1763275
- Gemeinsame Normdatei: 134445325
- International Standard Name Identifier: 0000 0000 5945 9554
- Library of Congress Control Number: no2005023479
- MusicBrainz: 2ad6b30c-752f-4ed5-9df2-7a120c299d6a
- Virtual International Authority File: 75067598
- WorldCat: E39PBJcR9gxffQBrbc9tXjMHG3